# Battaglia di Dakar
La battaglia di Dakar si svolse tra il 23 e il 25 settembre 1940 davanti al porto di Dakar nell'ambito dei più vasti eventi della campagna dell'Africa occidentale della seconda guerra mondiale: lo scontro vide contrapposte la squadra navale dell'ammiraglio John Cunningham della Royal Navy britannica, di scorta a un corpo di spedizione di truppe britanniche e della Francia Libera agli ordini del generale Charles de Gaulle, alla guarnigione francese di Dakar e alle unità della Marine nationale presenti in porto, fedeli al governo di Vichy.
Il piano di Cunningham e de Gaulle, nome in codice Operazione Menace, era quello di occupare la città senza colpo ferire o al limite dopo una breve dimostrazione di forza, confidando su un presunto sostegno della popolazione locale e dei soldati della guarnigione alla causa della Francia Libera; il governatore della città Pierre François Boisson, invece, rifiutò le offerte avanzate dai gollisti e in breve tempo tra le difese a terra e le navi britanniche si scatenò un violento cannoneggiamento. Lo scontro andò avanti per diversi giorni, con un fallito sbarco dei reparti anglo-francesi e varie azioni in mare, finché alla fine la flotta attaccante rinunciò all'operazione e ripiegò su Freetown.
Dakar rimase sotto il controllo della Francia di Vichy fino a che, due anni dopo, con l'Operazione Torch tutta l'Africa Occidentale Francese cadde in mano agli Alleati.

## Antefatti

### Francia libera contro Francia di Vichy
Dopo la disastrosa conclusione della campagna di Francia e la firma dell'armistizio di Compiègne il generale Charles de Gaulle, riparato a Londra con pochi fedelissimi, si pose alla guida del movimento della "France libre", organizzazione che si riproponeva di continuare la lotta contro la Germania nazista e che si contrapponeva al governo messo in piedi dal maresciallo Philippe Pétain nella zona della Francia non occupata dai tedeschi (la cosiddetta "Francia di Vichy", dalla città sede provvisoria del governo). La France libre di de Gaulle, tuttavia, poteva contare su un supporto molto limitato: il movimento "gollista" fu riconosciuto come governo in esilio francese unicamente dal Regno Unito e dai suoi dominion, ma la totalità degli Stati neutrali e in particolare gli Stati Uniti d'America continuarono a riconoscere il regime di Pétain come unico governo legittimo della Francia.
Nonostante l'appello di de Gaulle, solo una minima parte delle forze armate francesi si era detta disposta a continuare le ostilità contro i tedeschi, e dei soldati francesi evacuati in Inghilterra dopo la caduta della Francia solo poche migliaia avevano aderito al movimento gollista; la situazione fu aggravata anche dalle azioni intraprese dai britannici per neutralizzare la flotta francese onde impedire che potesse cadere in mano ai tedeschi: nel luglio 1940, nell'ambito della cosiddetta "operazione Catapult", le forze britanniche si erano impossessate o avevano internato varie unità navali francesi presenti nei porti controllati dal Regno Unito, mentre il nucleo centrale della flotta francese era stato attaccato e cannoneggiato nella base algerina di Mers-el-Kébir da una squadra della Royal Navy.
Tentativi attuati nel giugno 1940, anche con l'aiuto dei britannici, da parlamentari francesi e membri del decaduto governo di Paul Reynaud di dare vita a un governo francese in Nordafrica erano ben presto naufragati, ma vari territori del vasto Impero coloniale francese incominciarono pian piano a schierarsi dalla parte del movimento della Francia libera: il 16 luglio 1940 il governatore della colonia del Ciad Félix Éboué aderì al proclama di de Gaulle, mentre comitati gollisti incominciarono a prendere piede nel Camerun francese e nel Congo estendendosi ben presto al resto dell'Africa Equatoriale Francese. I sommovimenti nelle colonie francesi portarono quindi il primo ministro britannico Winston Churchill a formulare un primo piano per sbarcare in Africa de Gaulle e le sue forze in addestramento nel Regno Unito, onde insediare un'entità statuale che potesse aumentare la legittimità internazionale della Francia libera.

### Obiettivo Dakar

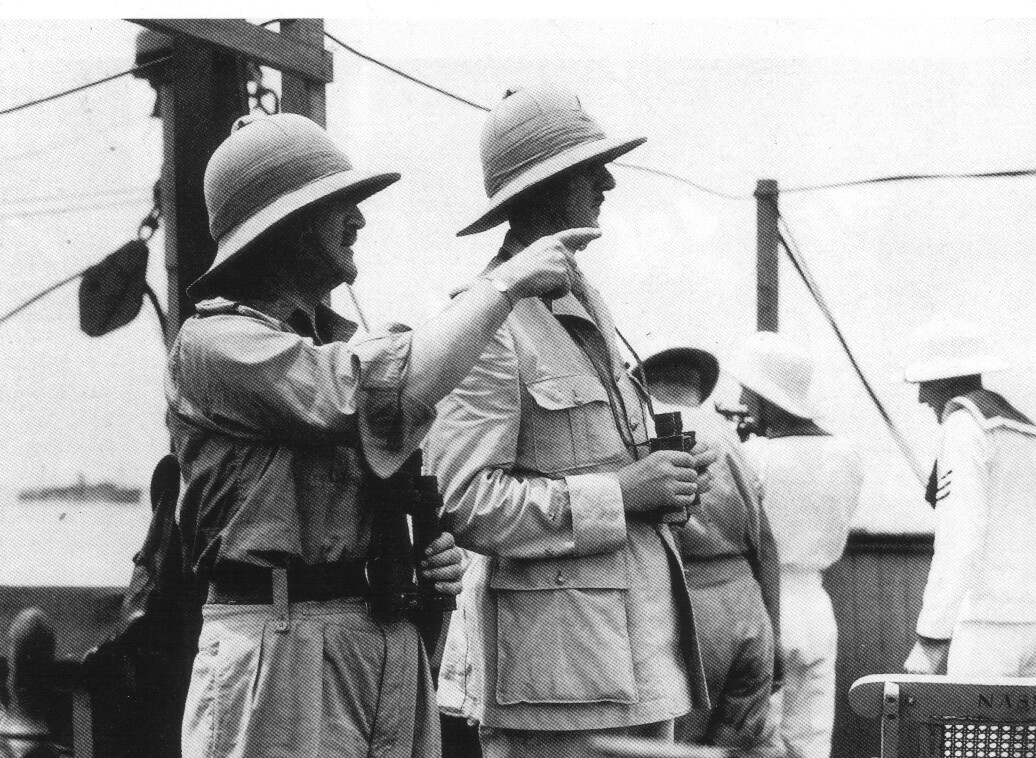
Il generale de Gaulle (al centro) e il generale Sir Edward Spears (rappresentante britannico presso France libre, a sinistra) in rotta verso Dakar a bordo del Westernland.

Un primo piano operativo fu approvato dal Gabinetto di Guerra britannico per il 5 agosto 1940, dopo aver consultato il Comitato dei Capi di Stato Maggiore delle forze armate britanniche: come obiettivo fu selezionata la città di Dakar, capitale dell'Africa Occidentale Francese e porto principale della regione, con Conakry e Douala come possibili alternative, e fu stabilito che la spedizione dovesse essere intrapresa unicamente con forze francesi, limitando il coinvolgimento dei britannici al trasporto degli uomini di de Gaulle; il generale si disse favorevole alla scelta di Dakar, ma chiese che il contributo britannico alla spedizione fosse incrementato. Dakar era un obiettivo importante sotto vari aspetti: nella città erano state inviate, nell'imminenza della capitolazione francese, le riserve auree della Banca di Francia nonché quelle del Governo in esilio della Polonia, e i britannici temevano che il porto potesse trasformarsi in una base per i sommergibili tedeschi attivi contro il traffico commerciale diretto nel Regno Unito; nella rada di Dakar si trovava inoltre la nave da battaglia Richelieu, una delle unità più moderne della Marine nationale, ancora parzialmente incompleta e rimasta immobilizzata in loco dopo l'attacco di aerosiluranti della portaerei britannica HMS Hermes l'8 luglio 1940 durante gli eventi dell'operazione Catapult: la cattura della città avrebbe quindi consentito di impossessarsi anche di questa importante unità.
Il 13 agosto il Gabinetto di Guerra britannico approvò un nuovo piano per l'occupazione di Dakar, nome in codice "operazione Menace": alla forza da sbarco della Francia libera, incentrata principalmente sulla 13e Demi-brigade de Légion étrangère, fu aggiunta una formazione britannica, la 101ª Brigata della Royal Marines Division sotto il comando del maggior generale Irwin, mentre le poche unità navali delle Forces navales françaises libres (l'avviso Savorgnan de Brazza della classe Bougainville, gli avvisi-dragamine Commandant Dominé e Commandant Duboc della classe Élan e il pattugliatore Président-Houduce) furono affiancate dalla forte squadra britannica (Force M) dell'ammiraglio John Cunningham comprendente le navi da battaglia HMS Barham e HMS Resolution, la portaerei HMS Ark Royal, gli incrociatori pesanti HMAS Australia (della Royal Australian Navy), HMS Cumberland e HMS Devonshire, due incrociatori leggeri, dieci cacciatorpediniere e due sloop; in aggiunta una dozzina di unità mercantili, tra cui i transatlantici olandesi Westernland e Pennland e il polacco Sobieski, avrebbero provveduto al trasporto delle forze terrestri e dei loro rifornimenti.
La partenza della spedizione fu rallentata da ritardi e contrattempi: invece di un viaggio diretto dall'Inghilterra a Dakar si dovette predisporre in sede di pianificazione una tappa nella base britannica di Freetown per permettere alle unità di ripristinare la loro riserva di carburante, e a fronte della pianificata velocità di dieci nodi che il convoglio doveva tenere ci si avvide solo all'ultimo minuto che diverse navi da trasporto non potevano superare gli otto-nove nodi di velocità; tutti questi errori di calcolo finirono con il far slittare di una decina di giorni la data prefissata per lo sbarco. A peggiorare le cose, le misure di sicurezza previste per simili operazioni erano ancora molto improvvisate a causa dell'inesperienza generale, e il 22 agosto il ministero degli esteri britannico mise al corrente il governo del fatto che informazioni sulla spedizione erano trapelate all'estero; ciò nonostante, il Gabinetto di Guerra diede l'approvazione definitiva al piano il 27 agosto, con la data prevista per lo sbarco fissata al 19 settembre.

### La guarnigione è allertata

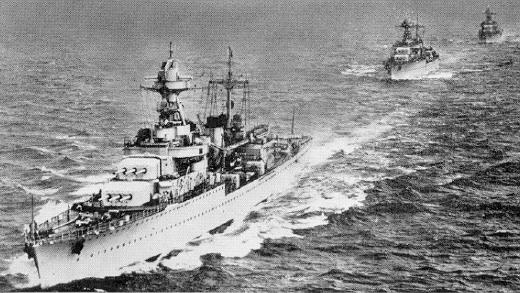
L'incrociatore Georges Leygues mentre guida una formazione di unità similari.

Ottenuta l'autorizzazione della commissione d'armistizio tedesca, il 9 settembre il governo di Vichy fece salpare dalla base di Tolone una forza navale (Force Y) composta dagli incrociatori leggeri Gloire, Georges Leygues e Montcalm e da tre cacciatorpediniere, agli ordini del retroammiraglio Bourragué e con a bordo truppe e funzionari fedeli al governo Pétain. La partenza della squadra fu segnalata da informatori il giorno stesso al console generale britannico di Tangeri, il quale girò l'informazione al ministero degli esteri a Londra: non a conoscenza della spedizione a Dakar, il console non contrassegnò l'informazione come "importante" e questo, unito ai ritardi causati dai bombardamenti tedeschi su Londra, fece sì che la notizia raggiungesse l'Ammiragliato solo il 14 settembre. Il 10 settembre precedente l'addetto navale britannico a Madrid fu ufficialmente informato dalle autorità della Marine nationale che una squadra navale francese sarebbe transitata per lo stretto di Gibilterra, una comunicazione di routine; il messaggio fu inviato in codice all'Ammiragliato la notte del 10 settembre, ma ancora una volta fu inoltrato per via ordinaria senza dargli troppa importanza.
La mattina dell'11 settembre il cacciatorpediniere britannico HMS Hotspur, di pattuglia nel Mediterraneo occidentale, segnalò l'approssimarsi allo stretto di Gibilterra della squadra francese; la notizia fu subito passata al comando della Force H a Gibilterra, che mise in stato d'allerta l'incrociatore da battaglia HMS Renown, e poi all'Ammiragliato che infine mise al corrente il Gabinetto di Guerra, ormai però troppo tardi: nella stessa mattina dell'11 settembre i tre incrociatori e i tre cacciatorpediniere francesi superarono indisturbati lo stretto e si diressero a tutta velocità verso sud. Il Renown fu fatto salpare per intercettare le unità francesi e convincerle a non proseguire più a sud del Marocco, ma le navi di Vichy fecero tappa a Casablanca facendo perdere le loro tracce: il Renown rimase a incrociare a sud della città per due giorni in attesa della squadra francese, ma con il porto coperto di nebbia e uno dei ricognitori britannici abbattuto dalla contraerea fu solo nel pomeriggio del 13 settembre che ci si avvide che le unità avevano lasciato Casablanca dirette a Dakar, facendo mancare l'intercettazione.
Con la sua squadra ormai in vista di Freetown, il 14 settembre Cunningham fu informato della spedizione delle navi francesi: la Ark Royal e tre incrociatori invertirono la rotta per tentare l'intercettamento, ma quella stessa sera le navi francesi furono rilevate all'ancora nel porto di Dakar. Si accese un dibattito in merito al proseguimento della spedizione, con il governo britannico inizialmente intenzionato a sospendere l'azione e dirottare le truppe golliste a Douala nel Camerun, ma Cunningham, de Gaulle e Irwin insistettero per mantenere l'obiettivo di Dakar ottenendo infine l'assenso di Churchill il 18 settembre. Il 19 settembre le navi di Vichy lasciarono Dakar alla volta di Libreville, venendo subito inseguite dalle unità di Cunningham: i tre incrociatori Gloire, Georges Leygues e Montcalm furono avvistati dall'Australia e dal Cumberland e tallonati mentre procedevano a tutta forza verso sud, mentre l'incrociatore francese Primauguet, salpato da Dakar di scorta alla petroliera Tarn di supporto alle altre tre unità, fu intercettato dai britannici Cornwall e Delhi e convinto dopo negoziati a rientrare pacificamente a Casablanca. Il Gloire ebbe un'avaria alle macchine e, affiancato dall'Australia, accettò di rientrare sotto scorta a Casablanca; il Cumberland invece perse di vista le altre due unità durante un violento temporale, e il Georges Leygues e il Montcalm poterono quindi invertire la rotta e rientrare a Dakar senza essere fermati.

## La battaglia

### 23 settembre

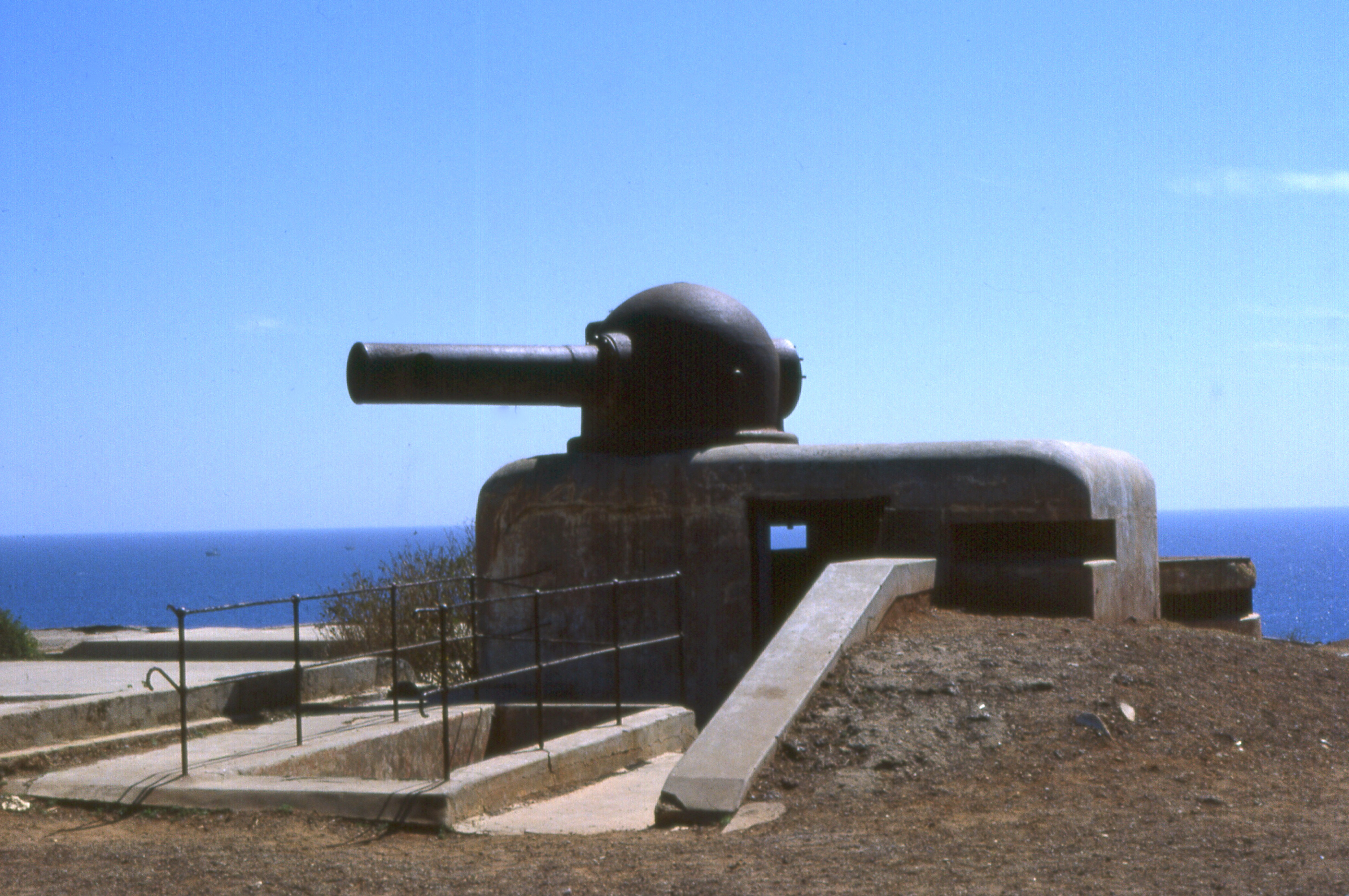
Il telemetro di una batteria costiera francese sull'isola di Gorée davanti a Dakar.

La formazione di Cunningham salpò da Freetown la mattina del 21 settembre giungendo davanti a Dakar alle 05:00 del 23 settembre. Oltre ai due incrociatori e ai tre cacciatorpediniere giunti da Tolone, le unità della Marine nationale presenti in rada comprendevano una torpediniera, tre sommergibili, sei avvisi e tre pattugliatori; la Richelieu, benché completa al 95%, era impossibilitata a muoversi dopo l'attacco aereo britannico dell'8 luglio precedente ma poteva contribuire alla difesa con il tiro dei suoi pezzi anche se solo una torre d'artiglieria da 380 mm e due da 152 mm erano operative. Il porto era ben difeso da una serie di batterie costiere, il cui personale era stato rinforzato da cannonieri giunti con le navi della Force Y: a Cap Manuel erano piazzati due cannoni da 240 mm, ottenuti da vecchie navi da battaglia dismesse, con altri due pezzi a Bel Air Point; l'isola di Gorée davanti all'imboccatura del porto era ben fortificata e armata con due cannoni da 240 mm, quattro da 138 mm e due da 90 mm, mentre l'isola di Madeleine era armata con quattro pezzi da 138 mm; a Yoff, a nord del porto, erano piazzati altri quattro cannoni da 155 mm che proteggevano l'aeroporto di Ouakam, dove erano di base vari bombardieri Martin 167 Maryland e caccia Curtiss P-36 Hawk dell'Armée de l'air. Gli anglo-francesi facevano molto affidamento su una sollevazione della popolazione francese e indigena, ritenuta compattamente filo-gollista, ma il governatore Pierre François Boisson si dimostrò fedele a Vichy e padrone della situazione.
Alle 06:00, due aerei Caudron C.270 con a bordo una mezza dozzina di francesi liberi decollarono dalla portaerei Ark Royal verso l'aeroporto di Ouakam, al fine di convincerne il comandante a schierarsi dalla parte dei gollisti o a neutralizzarlo in caso di suo rifiuto: gli apparecchi atterrarono indisturbati, ma gli aviatori furono subito bloccati da un drappello armato e fatti prigionieri. Contemporaneamente, aerei Fairey Swordfish britannici incominciarono a lanciare manifesti gollisti sulla città mentre de Gaulle indirizzava un suo personale messaggio radio al governatore Boisson, annunciando di voler prendere possesso del porto per impedire una sua cattura da parte dei tedeschi; l'avviso Savorgnan de Brazza si avvicinò all'imboccatura del porto e mise in mare due lance sotto bandiera bianca con a bordo una delegazione di gollisti guidata dal capitano di fregata Georges Thierry d'Argenlieu, comandante delle forze navali francesi libere: d'Argenlieu riuscì a mettere piede a terra, ma dopo un duro colloquio con il capo della polizia portuale fu costretto a reimbarcarsi. Mentre lasciavano il porto le due lance furono oggetto di raffiche di mitragliatrice che ferirono d'Argenlieu e un altro ufficiale, mentre all'indirizzo del Savorgnan de Brazza furono esplosi alcuni colpi d'avvertimento da parte della Richelieu.

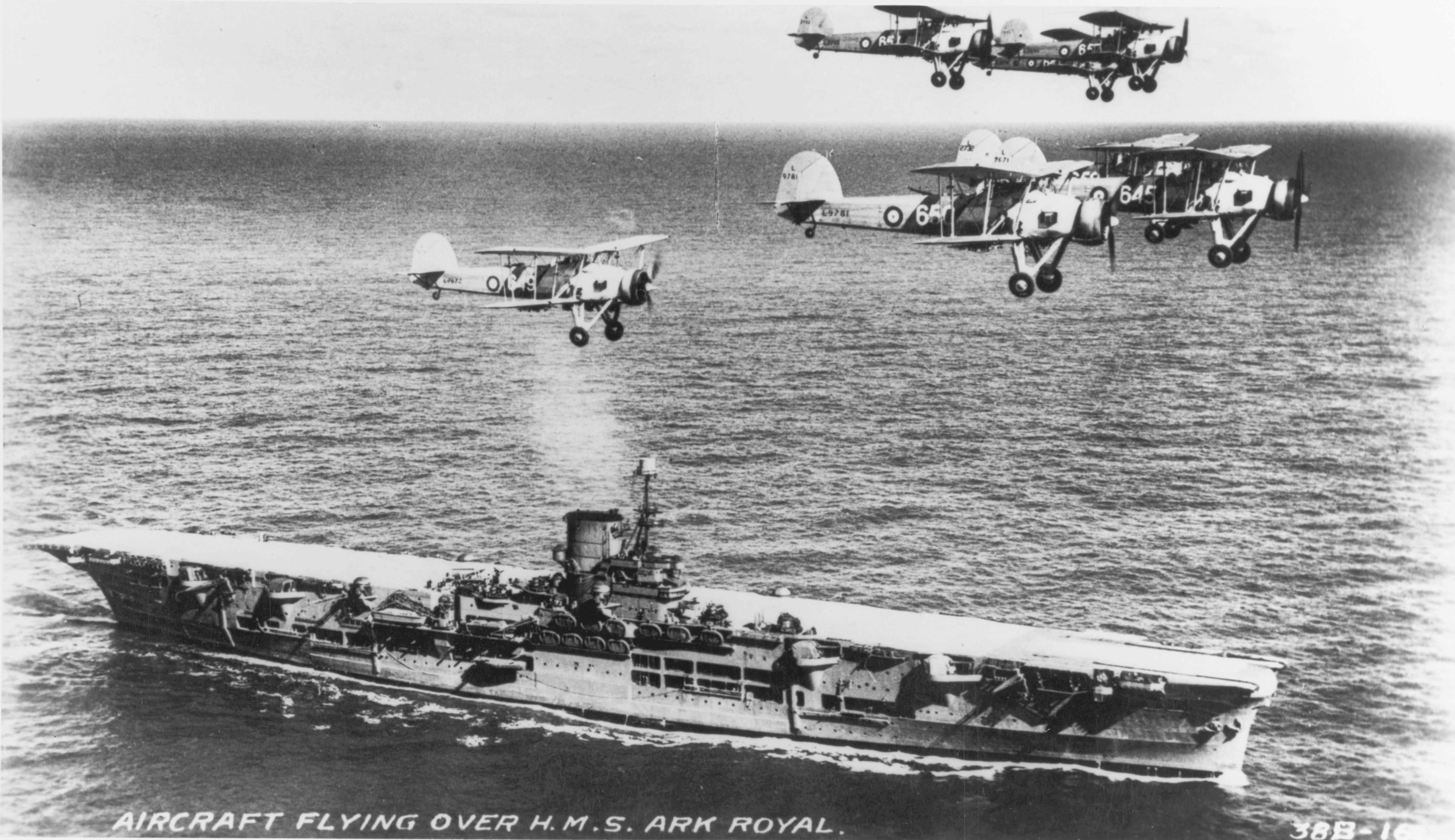
La portaerei Ark Royal sorvolata da alcuni Fairey Swordfish.

Gli avvisi Commandant Duboc e Commandant Dominé, carichi di soldati della Francia libera, tentarono allora di entrare nel porto intorno alle 08:15: le due unità superarono gli sbarramenti, ma nonostante il comandante del Commandant Dominé avesse schierato l'equipaggio sul ponte come segno di non-aggressione le due unità ricevettero colpi d'avvertimento da parte dei cannoni della Richelieu e dovettero ben presto invertire la rotta e ritirarsi. La flotta britannica, rimasta fino a quel momento in posizione defilata, incominciò ad avvicinarsi alla città; intorno alle 10:00 una batteria costiera francese sparò alcuni colpi contro un cacciatorpediniere britannico posto al margine della formazione: gli incrociatori e le navi da battaglia di Cunningham risposero al fuoco, e ben presto un fitto cannoneggiamento si sviluppò tra le due parti.
Nonostante il tiro fosse disturbato da una fitta nebbia, vari colpi furono messi a segno sia da un lato sia dall'altro: l'incrociatore Cumberland fu colpito da un proiettile da 240 mm nella sala macchine che causò un'interruzione dell'erogazione di energia elettrica, obbligando la nave a sganciarsi dall'azione e a ripiegare su Bathurst per le riparazioni; il cacciatorpediniere Inglefield riportò danni e vittime a causa di un colpo d'artiglieria di medio calibro, il cacciatorpediniere Foresight fu raggiunto da un colpo da 138 mm che tuttavia non esplose e l'incrociatore HMS Dragon subì lievi danni per colpi caduti nelle vicinanze. Gli incrociatori Georges Leygues e Montcalm, così come la Richelieu e le batterie ai lati del porto, furono raggiunti da alcuni colpi ma non riportarono gravi danni; proiettili britannici arrivarono sul centro abitato, colpendo anche l'ospedale e causando un totale di 27 morti e 45 feriti. Il cannoneggiamento andò avanti fino alle 11:30, quando infine le unità britanniche si disimpegnarono.

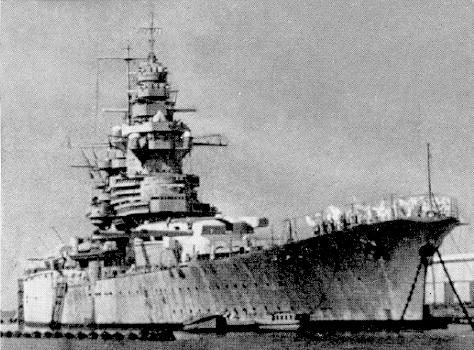
La nave da battaglia Richelieu a Dakar.

I sommergibili di Vichy ricevettero l'ordine di portarsi all'attacco della formazione britannica e il Persée lanciò due siluri verso i cacciatorpediniere Inglefield e Foresight, ma dei due ordigni uno ebbe un guasto e il secondo fu schivato dalle unità britanniche; individuato da un velivolo della Ark Royal, il sommergibile fu attaccato dai due cacciatorpediniere nonché cannoneggiato dall'incrociatore Dragon e dalla nave da battaglia Barham. L'avviso di Vichy La Surprise si avvicinò al battello riemerso e ne trasse in salvo l'equipaggio mentre l'incrociatore Dragon veniva respinto dal tiro della batteria costiera situata a Cap Manuel; il Persée affondò quindi intorno alle 11:37 con la morte di un membro dell'equipaggio e il ferimento di un secondo. Intorno alle 12:15 fu la volta del sommergibile Ajax a tentare una sortita contro la flotta britannica, ma il battello fu attaccato da uno Swordfish britannico e respinto con alcuni danni a bordo.
Resisi conto che prendere terra direttamente nel porto era impossibile, de Gaulle e Cunningham progettarono uno sbarco per quel pomeriggio a Rufisque, alla base della Penisola di Capo Verde dalla parte opposta rispetto a Dakar; le unità da sbarco furono però localizzate da un velivolo di Vichy intorno alle 14:30, e il cacciatorpediniere L'Audacieux uscì da Dakar per intercettarle verso le 16:20. L'incrociatore Australia e i cacciatorpediniere Fury e Greyhound ingaggiarono un serrato cannoneggiamento con l'unità di Vichy, finendo con l'incendiarla; gli avvisi Calais e La Surprise intervennero per recuperare l'equipaggio del L'Audacieux, il cui scafo vagò alla deriva per tutta la notte prima di arenarsi su una spiaggia a sud di Rufisque: l'equipaggio del cacciatorpediniere riportò un totale di 81 morti nello scontro. Poco prima delle 17:00 gli incrociatori Montcalm e Georges Leygues e il cacciatorpediniere Le Malin uscirono da Dakar per esplorare la baia a sud di Rufisque, ma la fitta nebbia impedì loro di entrare in contatto con le unità anglo-francesi; l'operazione di sbarco dei gollisti si era nel frattempo risolta in un caos a causa della nebbia e della confusione: l'avviso Commandant Duboc tentò di ancorarsi davanti a Rufisque per mettere a terra i reparti imbarcati ma fu respinto dal tiro di due vecchi cannoni da 95 mm situati vicino al faro, che furono poi messi a tacere dal tiro del Savorgnan de Brazzà. I tre avvisi gollisti tentarono un nuovo sbarco su una spiaggia poco a sud di Rufisque, ma i reparti che tentavano di prendere terra furono accolti dal tiro di una sezione di Tirailleurs sénégalais e fatti reimbarcare; vista la situazione, de Gaulle e Cunningham rinunciarono per il momento a ogni ulteriore operazione di sbarco.

### 24 settembre

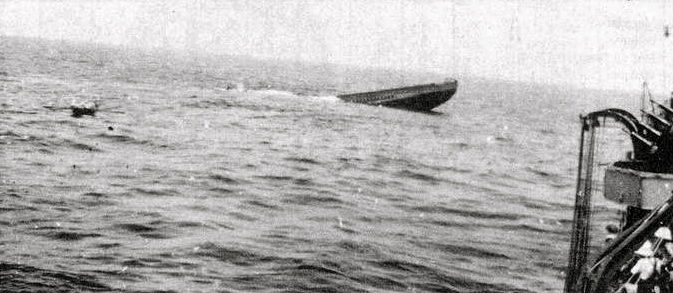
Il sommergibile francese Ajax affonda la mattina del 24 settembre 1940.

La sera del 23 settembre de Gaulle inviò un ultimatum a Boisson chiedendo la resa della città, ma questi rispose con un secco rifiuto. La mattina del 24 settembre le navi di Cunningham tornarono quindi davanti a Dakar: verso le 07:00 tre o quattro bombardieri Blackburn Skua della Ark Royal tentarono un attacco contro la Richelieu, ma furono respinti dal fuoco antiaereo; intorno alle 09:10 sei Swordfish tentarono un nuovo attacco, ma il fuoco antiaereo e l'intervento di alcuni caccia francesi portarono all'abbattimento di quattro velivoli: cinque aviatori britannici furono recuperati e fatti prigionieri dai francesi. Nel frattempo, intorno alle 08:00 il sommergibile Ajax cercò di portarsi in posizione per lanciare contro le navi da battaglia britanniche, ma fu individuato dagli apparati ASDIC del cacciatorpediniere Fortune e subito attaccato: colpito da alcune bombe di profondità, il battello dovette emergere e il suo equipaggio fu tratto in salvo dal Fortune prima che lo scafo affondasse intorno alle 10:15.
Alle 09:30, con la visibilità leggermente migliorata rispetto al primo giorno, la Barham e la Resolution ripresero il tiro mirando in particolare alla Richelieu e alla batteria di Cap Manuel da una distanza di 14 000 metri, mentre il Devonshire e l'Australia aprivano il fuoco sugli incrociatori francesi che si muovevano a zig-zag nella baia; navi e difese costiere risposero al tiro, ma intorno alle 09:40 la torre da 380 mm della Richelieu andò in avaria e dovette cessare il fuoco, seguita una ventina di minuti più tardi anche dall'unica torre da 152 mm brandeggiabile verso il mare aperto: i cannoni della nave da battaglia rimasero muti fin verso le 12:00, quando i guasti furono infine riparati. Verso le 13:00 i cacciatorpediniere francesi alzarono fitte cortine di nebbia artificiale per nascondere le navi alla vista dei britannici, i quali continuarono ancora per un po' il tiro contro il porto: alcuni proiettili raggiunsero la nave cargo svedese Tacoma la quale, carica di olio di arachidi, prese subito fuoco; i britannici sospesero il tiro alle 13:30 e si ritirarono fuori portata.

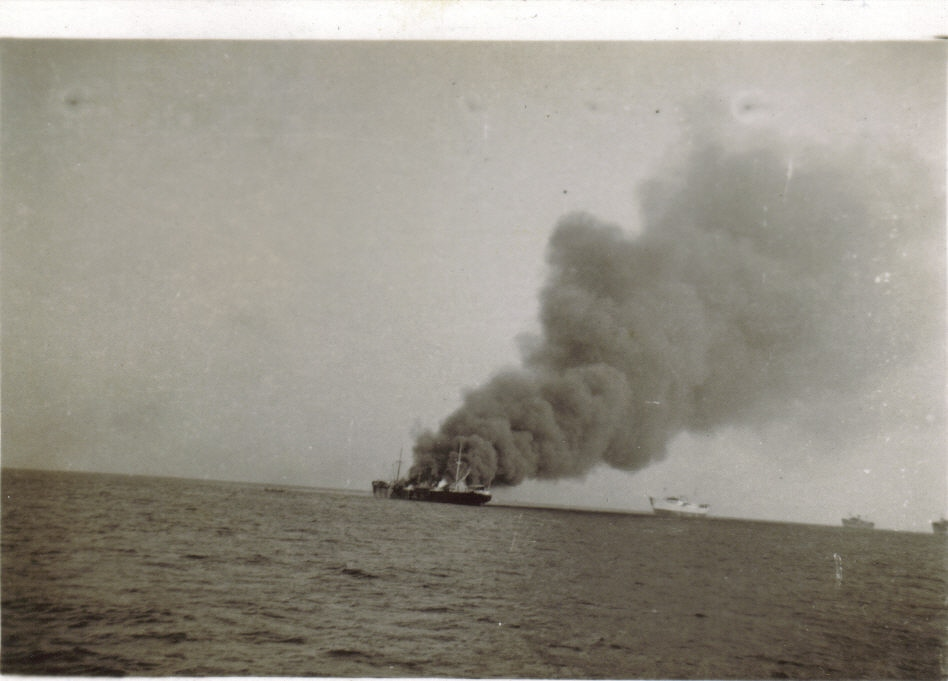
Il mercantile Tacoma in fiamme dopo essere stato colpito dai proiettili britannici.

L'azione riprese nel pomeriggio. Alle 15:30 otto Swordfish armati di siluri tentarono un attacco contro le navi di Vichy, ma il forte fuoco antiaereo abbatté due apparecchi e costrinse gli altri a lanciare i loro ordigni da troppa distanza, consentendo al Montcalm e al Georges Leygues di schivarli. Le navi da battaglia britanniche ripresero il tiro contro le difese costiere ancora per qualche ora, ma senza alcun successo e nuovamente si ritirarono; la Barham fu colpita quattro volte dai cannoni francesi, ma la corazzatura resse e la nave non riportò danni. Quella sera il rimorchiatore Buffle riuscì a trainare fuori dal porto lo scafo ancora in fiamme della Tacoma, il quale andò per qualche ora alla deriva prima di arenarsi sulla costa dell'isola di Gorée dove poi affondò.

### 25 settembre
La visibilità per il 25 settembre si prevedeva buona e Cunningham decise di fare un altro tentativo davanti a Dakar. Le navi britanniche arrivarono in vista della città alle 08:25 e incominciarono a distribuirsi i bersagli: la Barham puntò sulla Richelieu, la Resolution sulle batterie costiere dell'isola di Gorée, il Devonshire su quelle di Cap Manuel e l'Australia sugli incrociatori Montcalm e Georges Leygues; l'aviazione di Vichy era però padrona dei cieli e respinse facilmente i ricognitori britannici, abbattendo anche l'idrovolante Supermarine Walrus catapultato dall'Australia.

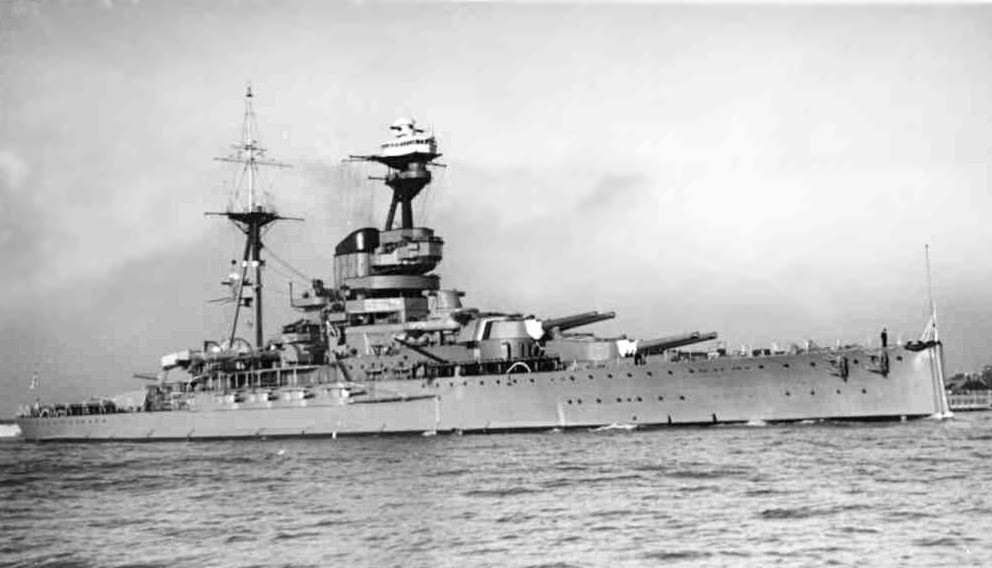
La nave da battaglia Resolution.

Alle 09:04, mentre i cacciatorpediniere stendevano una cortina fumogena sul porto, la Richelieu aprì il fuoco sulle unità britanniche, ricevendo subito in risposta una salva da parte della Barham. Mentre le navi di Cunningham incominciavano il tiro, l'ultimo sommergibile di Vichy, il Bévéziers, si portò all'attacco delle navi da battaglia britanniche riuscendo a colpire con un siluro la Resolution: l'esplosione causò un allagamento della sala macchine che obbligò la nave a interrompere il fuoco, ma lo sbandamento fu contenuto tramite l'allagamento di alcuni scompartimenti dal lato opposto dello scafo e l'unità riuscì a ritirarsi alla velocità ridotta di 12 nodi. Lo scambio di artiglieria continuò intenso: gli incrociatori Georges Leygues e Montcalm furono più volte inquadrati dal fuoco britannico ma non vennero colpiti, mentre l'Australia fu centrato da due colpi da 155 mm che tuttavia non gli impedirono di proseguire l'azione; alle 09:15 la Barham fu colpita a prua da un colpo da 380 mm della Richelieu, mentre contemporaneamente la nave da battaglia francese fu raggiunta da un proiettile da 380 mm che aprì uno squarcio sul ponte e appiccò un incendio subito estinto dalle squadre di sicurezza.
Preoccupato per i danni riportati dalla Resolution e dalle altre unità, alle 09:30 Cunningham ordinò alle sue navi di cessare il fuoco e di portarsi fuori tiro; il Gabinetto di Guerra a Londra si riunì per discutere sul da farsi, convenendo infine di cancellare l'azione su Dakar per paura di andare incontro a perdite ancora più gravi. L'ultimo scontro si verificò alle 10:55, quando tre bombardieri francesi Glenn Martin tentarono un attacco alla squadra britannica in ritirata mancando di poco la Resolution; le unità della Force M ripiegarono quindi su Freetown quasi indisturbate: il sommergibile di Vichy Sidi Ferruch, dislocato al largo di Conakry, tentò un attacco alla formazione britannica ma fu respinto dagli aerei della Ark Royal e dovette desistere. Le ultime unità britanniche rientrarono a Freetown la mattina del 28 settembre, ponendo fine alla battaglia.

## Conseguenze
L'operazione Menace si concluse con un completo fallimento per le forze alleate, ma fu sospesa prima che le perdite risultassero più gravi: il siluro incassato dalla Resolution costrinse la nave a rimanere fuori servizio fino al settembre 1941, mentre più contenuti si rivelarono i danni patiti dalla Barham, dagli incrociatori Australia e Cumberland e da due cacciatorpediniere; la condotta dell'azione mise in luce le notevoli difficoltà del tentare di sbarcare direttamente all'interno di un porto molto ben difeso, oltre che il grado di relativa inesperienza nella conduzione di operazioni anfibie ancora patito dalle forze alleate. Vi furono critiche e discussioni negli ambienti politici nel Regno Unito e negli Stati Uniti d'America circa il fallimento della spedizione, ma nessuno dei responsabili dell'azione andò incontro a conseguenze di sorta.
Vi era un certo timore negli ambienti del ministero degli esteri britannico che un'azione così decisa potesse spingere la Francia di Vichy a dichiarare guerra al Regno Unito, ma in realtà la rappresaglia ordinata dal governo Pétain per l'attacco fu poco più che formale: il 24 settembre aerei francesi decollati da basi nel Marocco bombardarono la base britannica di Gibilterra, con un secondo raid eseguito il 25 settembre con un numero doppio di velivoli; alcune bombe causarono danni nella zona portuale e il peschereccio armato HMT Stella Sirius fu affondato, mentre quattro apparecchi francesi furono abbattuti dalla contraerea. Vista la vittoriosa resistenza della guarnigione di Dakar, nessun'altra azione fu poi tentata da Vichy.
Dopo aver fatto tappa a Freetown per riorganizzare le sue forze, de Gaulle ripiegò sul piano alternativo di sbarcare le sue forze nel Camerun, dove gli uomini del generale Philippe Leclerc de Hauteclocque stavano consolidando le posizioni dei filo-gollisti; l'8 ottobre 1940 de Gaulle sbarcò a Douala con i suoi uomini, dando il via a una breve campagna contro le forze di Vichy della vicina colonia del Gabon: vi furono vari scontri in mare e per terra tra le opposte forze francesi, ma isolati dalla madrepatria e senza rinforzi i sostenitori di Pétain si ritrovarono presto in difficoltà e capitolarono il 12 novembre 1940, consentendo ai gollisti di porre l'intera Africa Equatoriale Francese sotto il loro controllo. Dakar rimase invece saldamente in mano alle forze di Vichy fino al novembre del 1942, quando dopo gli eventi dell'operazione Torch tutte le colonie francesi in Africa passarono dalla parte della Francia libera.

## Ordine di Battaglia

### forze Alleate
- Ammiraglio John Cunningham
  - 1 Portaerei: Ark Royal
  - 2 navi da battaglia: Barham, Resolution
  - 3 incrociatori pesanti: HMAS Australia, Cumberland, Devonshire
  - 2 incrociatori: Dragon, Delhi
  - 11 cacciatorpediniere: Echo, Eclipse, Escapade, Faulknor, Foresight, Forester, Fortune, Fury, Griffin, Greyhound, Inglefield
  - 6 avvisi: Bridgewater, Commandant Dominé, Commandant Duboc, Président Houduce, Milford, Savorgnan de Brazza

### Marina di Vichy
- Ammiraglio Pierre François Boisson
  - 1 nave da battaglia: Richelieu
  - 2 incrociatori leggeri: Georges Leygues, Montcalm
  - 4 cacciatorpediniere: L'Audacieux, Le Fantasque, Le Malin, Le Hardi
  - 6 avvisi: Calais, Commandant Rivière, D'Entrecasteaux, D'Iberville, Gazelle, Surprise
  - 3 sottomarini: Ajax, Bévéziers, Persée
  - 5 incrociatori ausiliari: El Djezair, El Kantara, El Mansour, Schoelcher, Ville d'Oran